# Jeon Eun-Hye
Jeon Eun-Hye (en coreano: 전은혜; 1 de agosto de 1997) es una deportista coreana que compite en esgrima, especialista en la modalidad de sable.
Participó en los Juegos Olímpicos de París 2024, obteniendo una medalla de plata en la prueba por equipos. Ganó una medalla de bronce en el Campeonato Mundial de Esgrima de 2023, en la prueba por equipos.

## Palmarés internacional
| Juegos Olímpicos   | Juegos Olímpicos | Juegos Olímpicos  | Juegos Olímpicos  |
| Año                | Lugar            | Medalla           | Prueba            |
| ------------------ | ---------------- | ----------------- | ----------------- |
| 2024               | París (Francia)  | Medalla de plata  | Sable por equipos |
| Campeonato Mundial |                  |                   |                   |
| Año                | Lugar            | Medalla           | Prueba            |
| 2023               | Milán (Italia)   | Medalla de bronce | Sable por equipos |